# 汝海津駅
汝海津駅（ヨヘジンえき）は朝鮮民主主義人民共和国咸鏡南道端川市に位置する朝鮮民主主義人民共和国鉄道省平羅線、クムゴル線および豆彦線の駅である。

## 歴史
- 1924年10月11日：開業[1]。